# Fratura de Jefferson
Uma fratura de Jefferson é uma fratura da primeira vértebra (atlas). É classicamente descrita como uma fratura em quatro partes dos arcos posterior e anterior do atlas, embora ela também possa aparecer como uma fratura em duas ou três partes. A fratura pode resultar de compressão da segunda vértebra ou hiperextensão do pescoço, causando uma fratura posterior, que pode estar acompanhada por fraturas de outras partes da coluna cervical.
Somente cerca de 1-2% das fraturas espinhais são fraturas do atlas, das quais cerca de um terço são fraturas clássicas de Jefferson com 4 fragmentos. É causada por uma força potente axial (longitudinal, ao longo da coluna vertebral) sobre o crânio, que é transmitida aos côndilos laterais, quebrando o anel do atlas em seu local mais fraco, levando os fragmentos de fratura para fora. Frequentemente isto ocorre em lesões durante banhos, quando a pessoa salta de cabeça em águas rasas.

## Epônimo
A fratura recebe o nome em homenagem ao neurologista e neurocirurgião britânico Sir Geoffrey Jefferson, que descreveu quatro casos da fratura em 1920 além de revisar casos anteriores que já haviam sido descritos anteriormente.
Em 1920 escreveu em seu trabalho „Fracture of the atlas vertebra: report of four cases, and a review of those previously recorded“, que ela ocorre na forma clássica de fratura múltipla (uma fratura bilateral do arco posterior e anterior do atlas).

## Etiologia

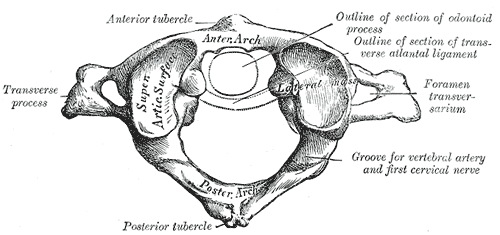
Imagem da primeira vértebra cervical, que é quebrada durante uma fratura de Jefferson

As fraturas de Jefferson são geralmente causadas por impacto ou sobrecarga na porção posterior da cabeça. São frequentemente associadas com mergulhos em águas rasas, impacto contra o teto de um veículo e quedas, e em crianças pode ocorrer durante quedas do equipamento do playground.  Menos frequentemente, uma forte rotação da cabeça também pode resultar nas fraturas de Jefferson.
As fraturas de Jefferson são extremamente raras em crianças, mas a recuperação é geralmente completa sem cirurgia.

## Sintomas
As pessoas com fraturas de Jefferson geralmente relatam dor no pescoço superior mas não apresentam sinais neurológicos. A fratura também pode causar lesão às artérias do pescoço, resultando em síndrome medular lateral, síndrome de Horner, ataxia e a inabilidade de sentir dor ou temperatura.
Em casos raros, anormalidades congênitas podem causar os mesmos sintomas de uma fratura de Jefferson.

## Diagnóstico
A confirmação radiológica se dá através de uma radiografia com a boca aberta.